# Gold (Spandau-Ballet-Lied)
Gold ist ein Lied der britischen New-Wave-Band Spandau Ballet. Das Stück ist die vierte Singleauskopplung aus ihrem dritten Studioalbum True.

## Entstehung und Artwork
Gold wurde von Gary Kemp geschrieben und von Steve Jolley, Tony Swain sowie den Bandmitgliedern produziert. Die Single wurde unter dem Musiklabel Chrysalis Records veröffentlicht. Auf dem Cover der Maxi-Single ist neben Bandnamen und Liedtitel die Karikatur eines Menschen zu sehen. Das Coverbild wurde von David Band gestaltet. Die Aufnahmen fanden in den Compass Point Studios in Nassau (Bahamas) statt.

## Veröffentlichung und Promotion
Die Erstveröffentlichung der Single fand weltweit am 1. August 1983 statt, mit Ausnahme der Veröffentlichung in Peru, diese erfolgte 1984. In Australien existiert eine limitierte Version der Single, die mit einem goldfarbenen Transparent überzogen ist. In den spanisch- und portugiesischsprachigen Ländern trägt die Single den Beinamen „Oro“.

### B-Seiten
Zu Gold wurden diverse verschiedene Maxi-Singles veröffentlicht, die sich durch ihre B-Seiten unterscheiden. Als B-Seiten wurden u. a. folgende Lieder veröffentlicht:
- Foundation
- Foundation (live) (Liveaufnahme vom 1. Mai 1983 im Londoner Sadler’s Wells Theatre)
- Gold (Instrumental)
- Gold (live)
- Lifeline (Linea de vida)

### Wiederveröffentlichungen
- 2000 veröffentlichte Spandau Ballet in Europa eine Remix-Single mit dem Namen Gold (The Sun Mixes).
- 2009 veröffentlichte Spandau Ballet eine Akustikversion von Gold auf ihrem siebten Studioalbum Once More.
- 2012 wurde in den USA eine Remix-EP mit Remixes von Paul Oakenfold zu Gold veröffentlicht.

## Inhalt
Sowohl die Komposition als auch der englischsprachige Liedtext stammen von Gary Kemp. Im Lied geht es darum, dass man nie das Vertrauen in sich verlieren und nie aufgeben solle, man solle immer an sich und seine Kraft glauben, dann gelänge einem alles, was man will.
In einem Interview mit The Daily Telegraph sagte der Sänger Tony Hadley, Gold sei ein Lied, das die Kids heute noch gerne in Studentenkneipen und überall im Land sängen. Es sei eines der Hauptgründe, wieso er so viele Showanfragen bekomme. Der Song sei bei Preisverleihungen immer noch sehr gefragt.
| “Gold (Gold) Always Believe in Your Soul, You’ve Got the Power to Know, You’re Indestructible, Always Believe in, that you are…” – Refrain, Original | „Gold (Gold) Glaube immer an deine Seele, du hast die Macht es zu wissen, du bist unzerstörbar, Glaube immer daran, denn du bist…“ – Refrain, Übersetzung |

## Musikvideo
Das Musikvideo zu Gold wurde in Carmona (Andalusien) und in der Arabic Hall von Leighton House gedreht. Im Video ist u. a. die britische Schauspielerin Sadie Frost zu sehen, die eine goldene Nymphe spielt. Die Gesamtlänge des Videos ist 3:50 Minuten. Bis Februar 2025 zählte das Video über 37,4 Millionen Aufrufe auf der Videoplattform YouTube. Regie führte Brian Duffy.

## Mitwirkende
| Liedproduktion - Tony Hadley: Gesang, Musikproduzent - Steve Jolley: Produzent - John Keeble: Produzent, Schlagzeug - Gary Kemp: Gitarre, Komponist, Musikproduzent - Martin Kemp: Bass, Produzent - Steve Norman: Musikproduzent, Perkussion, Saxophon - Tony Swain: Musikproduzent | Artwork - David Band: Artwork (Cover) - Brian Duffy: Regisseur (Musikvideo) - Sadie Frost: Schauspieler (Musikvideo) Unternehmen - Chrysalis Records: Musiklabel - Compass Point Studios: Tonstudio - Reformation Publishing: Vertrieb |

## Kommerzieller Erfolg

### Chartplatzierungen
Gold erreichte in Deutschland Position 16 der Singlecharts und konnte sich insgesamt 16 Wochen in den Charts halten. In Großbritannien erreichte die Single Position zwei und konnte sich insgesamt vier Wochen in den Top 10 und neun Wochen in den Charts halten. In den Vereinigten Staaten erreichte die Single in zwölf Chartwochen Position 29 der Singlecharts. Gold platzierte sich in den britischen Jahrescharts von 1983 auf Position 32.
Für Spandau Ballet war dies der zweite Charterfolg in Deutschland und der dritte in den USA. In Großbritannien war es der elfte Charterfolg und der siebte Top-10 Hit für die Band.
| ChartsChartplatzierungen       | Höchstplatzierung | Wochen |
| ------------------------------ | ----------------- | ------ |
| Deutschland (GfK)              | 16 (16 Wo.)       | 16     |
| Vereinigte Staaten (Billboard) | 29 (12 Wo.)       | 12     |
| Vereinigtes Königreich (OCC)   | 2 (9 Wo.)         | 9      |

| ChartsJahrescharts (1983)    | Platzierung |
| ---------------------------- | ----------- |
| Vereinigtes Königreich (OCC) | 32          |

### Auszeichnungen für Musikverkäufe
Im August 2021 wurde Gold in Großbritannien mit einer Platin-Schallplatte für über 600.000 verkaufte Einheiten ausgezeichnet.
| Land/Region                  | Auszeichnungen für Musikverkäufe (Land/Region, Auszeichnung, Verkäufe) | Verkäufe |
| ---------------------------- | ---------------------------------------------------------------------- | -------- |
| Italien (FIMI)               | Gold                                                                   | 50.000   |
| Vereinigtes Königreich (BPI) | Platin                                                                 | 600.000  |
| Insgesamt                    | 1× Gold · 1× Platin ·                                                  | 650.000  |

## Coverversionen

### Frida Gold
2011 coverte die deutsche Dance-Pop-Band Frida Gold den Song. Das Stück ist die fünfte und letzte Singleauskopplung aus ihrem Debütalbum Juwel.
Entstehung und Artwork
Bei der neuen Gold-Version von Frida Gold handelt es sich nicht um eine reine Kopie des Liedes von Spandau Ballet. Die Musik wurde komplett vom Original übernommen, Teile des Originaltextes wurden im Refrain beibehalten. Die Strophen bestehen aus einem neuverfassten deutschen Text, der von Alexander Freund stammt. Produziert wurde die Single von Carsten Heller. Gemastert wurde die Single bei Sterling Sound in New York City unter der Leitung von Ted Jensen, gemischt wurde sie von Moritz Enders. Die Single wurde unter dem Musiklabel Warner Music Group veröffentlicht. Das Cover der Single ist das gleiche wie das des Studioalbums Juwel (Gold-Edition).
Veröffentlichung und Promotion
Die Single wurde am 2. Dezember 2013 als Download veröffentlicht. Sie ist nur zum einzelnen Download und nicht als Maxi-Single erhältlich. Frida Gold nahmen das Lied auf, nachdem das Album Juwel mit einer Goldenen Schallplatte ausgezeichnet und anschließend mit Bonustracks als „Gold-Edition“ erneut veröffentlicht wurde.
Musikvideo
Das Musikvideo zu Gold feierte am 25. November 2011 bei YouTube Premiere. Im 3:39 Minuten langen Video sind Ausschnitte der Juwel Tour 2011 von Frida Gold zu sehen. Bis Februar 2025 zählte das Video über 540.000 Aufrufe bei YouTube. Regisseur und Produzent des Videos war Jirka Schaar.

### Weitere Coverversionen
- 2002: Gavin & Nox
- 2012: Basto vs. Spandau Ballet (Gold 2012)